# Aleurolobus gruveli
Aleurolobus gruveli là một loài côn trùng cánh nửa trong họ Aleyrodidae, phân họ Aleyrodinae.
Aleurolobus gruveli được Cohic miêu tả khoa học đầu tiên năm 1968.